# حمزة الجلاصي
حمزة الجلاصي (من مواليد 29 سبتمبر 1991) هو لاعب كرة قدم تونسي يشغل مركز المدافع في صفوف نادي قالب:محدث كرة قدم تونسي الترجي الرياضي التونسي، ويمثل أيضاً المنتخب التونسي.

## الإنجازات
النادي الرياضي الصفاقسي
- كأس تونس: 2018–19

الاتحاد الرياضي المنستيري
- كأس السوبر التونسي: 2020

النجم الرياضي الساحلي
- الرابطة التونسية المحترفة الأولى: 2022–23

الترجي الرياضي التونسي
- كأس السوبر التونسي: 2024
- الرابطة التونسية المحترفة الأولى: 2024–25
- كأس تونس: 2024–25